# Kendel Ross
Kendel Christine Ross (Sarnia, 2 giugno 1988) è un'ex cestista canadese.

## Carriera
Con il Canada ha disputato i Campionati americani del 2013.